# Iden, East Sussex
Iden är en ort och civil parish i Storbritannien.   Den ligger i grevskapet East Sussex och riksdelen England, i den sydöstra delen av landet, 80 km sydost om huvudstaden London. Iden ligger 43 meter över havet och antalet invånare är 457.
Terrängen runt Iden är huvudsakligen platt. Iden ligger uppe på en höjd. Runt Iden är det ganska tätbefolkat, med 166 invånare per kvadratkilometer. Närmaste större samhälle är Hastings, 17,9 km sydväst om Iden. Trakten runt Iden består till största delen av jordbruksmark.